# Sof'ja Kuznecova
Sof'ja Vladimirovna Kuznecova (in russo София Владимировна Кузнецова?; Mosca, 31 ottobre 1999) è una pallavolista russa, schiacciatrice del Praia Clube.

## Carriera

### Club
Inizia a giocare a pallavolo all'età di cinque anni e cresce in diverse scuole sportive della capitale russa, esordisce nella pallavolo professionistica con la maglia del Luč Mosca che disputa il campionato di Vysšaja Liga B; alle prime due stagioni nella terza serie nazionale segue una terza annata in cui la formazione moscovita disputa la Vysšaja Liga A, campionato cadetto russo.
Nella stagione 2018-19 fa il proprio esordio in Superliga, ingaggiata dal Leningradka dove rimane per un biennio, mentre nell'annata 2020-21 passa alla Dinamo Mosca, sempre nel massimo campionato russo.
Nella stagione 2021-22 si trasferisce per la prima volta all'estero, accettando la proposta delle italiane della Cuneo Granda con cui disputa la Serie A1; dopo un biennio nella formazione piemontese, nel campionato 2023-24 si trasferisce in Brasile, disputando la Superliga Série A con il Praia Clube.

### Nazionale
Nell'estate del 2019 viene convocata per la prima volta in nazionale russa in occasione della Volleyball Nations League.

## Palmarès

### Premi individuali
- 2024 - Campionato sudamericano per club: Miglior schiacciatrice